# Escudo de la Casa de Medina Sidonia
El Escudo de la Casa de Medina Sidonia, sobre campo de azur, muestra las armas del linaje Pérez de Guzmán, que son dos calderas jaqueladas en oro y gules, gringoladas de siete serpientes en sinople, puestas al palo. La bordadura lleva las armas de la Casa de Castilla y León, con nueve piezas de gules, con castillos de oro, alternadas con nueve piezas de plata con leones de gules. 
Al timbre, corona ducal con cimera que trae a Guzmán el Bueno en actitud de lanzar un puñal desde el castillo de Tarifa, todo ello coronado por filacteria con el lema de la casa nobiliaria: Praefere Patriam Liberis Parentem Decet (Un padre debe anteponer la patria a los hijos). Al pie, un dragón en sinople sometido, representando la sierpe de Fez, y a los flancos las columnas de Hércules, con el Non Plus Ultra.